# Illacme
Genre
Illacme est un genre de myriapodes (plus communément appelés mille-pattes), un diplopode de l'ordre des Siphonophorida et de la famille des Siphonorhinidae. Jusqu'en 2016, l'espèce Illacme plenipes était le seul siphonorhinidé connu, bien que Shelley ait suggéré que d'autres espèces puissent être trouvées dans le Sud de la Californie et au Mexique.
Illacme plenipes a été vu pour la première fois en 1926, mais ne fut redécouvert vivant qu'en 2005 dans la région centrale de l'État de Californie. Il a jusqu'à 750 pattes, le record jusqu’à la découverte de Eumillipes persephone en 2021.  
Une seconde espèce du genre Illacme, Illacme tobini, a été découverte et nommée à la fin d'octobre 2016. Cette espèce possède quatre gonopodes, des pattes faisant office de pénis.